# 권영중
권영중(1955년 6월 17일- )은 대한민국의 교육자이다. 강원대학교 화학공학과 교수이며, 제9대 강원대학교 총장을 역임하였다. 종교는 개신교(감리회)이다.

## 학력
- 1955년 춘천 출생
- 1973년 춘천고등학교 졸업
- 1981년 서울대 화학공학과 졸업, 학사
- 1986년 미국 Rice University, Ph.D.

## 경력
- 2021. 06 ~  (재) 길로(GILO) 이사장
- 2019. 05 ~ 2019. 10  평창세계태권도한마당 조직위원회 위원장
- 2019. 03 ~ 2021. 06  (주) 메드팩토 사외이사
- 2018. 03 ~ 2020. 02  과총 과학기술통일준비위원회 위원
- 2018. 03 ~ 2019. 02  (사) 평창평화위원회 위원장
- 2018. 03 ~ 2019. 03  백령윈드오케스트라 단장
- 2015. 12 ~ 2018. 02  (사) 2018 평화의벽 건립위원회 위원장
- 2015. 04 ~ 2017. 12  (사) 강원행복경제운동본부 고문
- 2015. 01 ~ 2016. 02  춘천MBC 시청자위원회 위원장
- 2014. 11 ~ 2017. 12  (사) 춘천마임축제 이사장
- 2013. 09 ~ 2013. 11  강원 DMZ 국제평화생명포럼 공동 조직위원장
- 2013. 07 ~ 2015. 06  환경부 제5기 중앙환경정책위원회 국제협력분과 위원장
- 2012. 09 ~ 2014. 12  춘천지방검찰청 검찰시민위원회 위원장
- 2012. 08 ~ 2013. 12  (사) 강원도문화도민운동협의회 회장
- 2012. 03 ~ 한국공학한림원 일반회원, 정회원. 원로회원(현)
- 2012. 03 ~ 한국환경한림원 정회원 (현)
- 2011. 08 ~ 2012. 08 사회통합위원회 지역협의회 위원
- 2011. 05 ~ 2012. 04 지역거점국립대학교 총장협의회 회장
- 2011. 04 ~ 2013. 04 환경부 제4기 중앙환경정책위원회 공동위원장
- 2011. 03 ~ 국비유학한림원 회원 (현)
- 2011. 01 ~ 2015. 12 KBS시청자네트워크 공동대표
- 2010. 04 ~ 2012. 04 대학교육협의회 이사
- 2009. 07 ~ 2012. 08 SKAI(Scripps Korea Antibody Institute) 이사
- 2009. 01 ~ 2012. 07 KBS춘천총국 시청자위원회 위원장
- 2009. 01 ~ 2012. 08 UNEP EPLC(Eco-Peace Leadership Center) 이사장
- 2008. 08 ~ 2012. 08 강원대학교 총장
- 2008. 03 ~ 2012. 12 춘천 고음악제 조직위원장
- 2007. 01 ~ 2008. 12 한국화학공학회 강원지부 지부장
- 2004. 05 ~ 2006. 05 강원대학교 평의원
- 2002. 01 ~ 2003. 02 University of Houston, Visiting Professor
- 2000. 07 ~ 2001. 07 강원대학교 기획연구실 실장
- 1998. 07 ~ 2000. 07 강원대학교 기획연구실 부실장
- 1998. 01 ~ 1998. 02 ASCR, Czech Republic, Visiting Scholar
- 1994. 03 ~ 1995. 02 강원대학교 공과대학 전산실장
- 1992. 06 ~ 1993. 07 University of Illinois at Chicago, Visiting Professor
- 1990. 07 ~ 1990. 08 Kyoto University, Visiting Scholar
- 1986. 09 ~ 강원대학교 화학공학과 전임강사, 조교수, 부교수, 교수(현)